# Euploea mathiasana
Euploea mathiasana är en fjärilsart som beskrevs av Carpenter 1942. Euploea mathiasana ingår i släktet Euploea och familjen praktfjärilar. Inga underarter finns listade i Catalogue of Life.